# Felgueiras e Feirão
Felgueiras e Feirão (llamada oficialmente União das Freguesias de Felgueiras e Feirão) es una freguesia portuguesa del municipio de Resende, distrito de Viseu.

## Historia
Fue creada el 28 de enero de 2013 en aplicación de una resolución de la Asamblea de la República de Portugal promulgada el 16 de enero de 2013 con la unión de las freguesias de Feirão y Felgueiras, pasando su sede a estar situada en la antigua freguesia de Felgueiras.

## Demografía
| Gráfica de evolución demográfica de Felgueiras e Feirão entre 2011 y 2021 |
|                                                                           |
| Datos según el nomenclátor publicado por el INE portugués.                |